# Ублиет

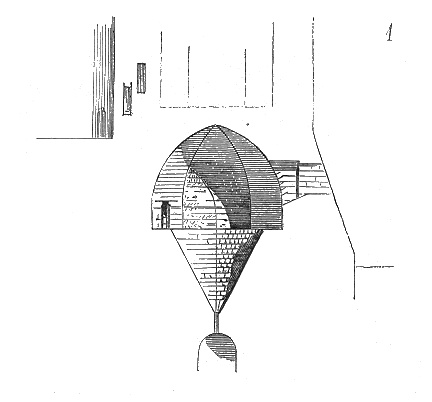
Ублиет в Парижской тюрьме Бастилия.
Словарь французской архитектуры с XI по XVI вв., (1854—1868), Эжен Эммануэль Виолле-ле-Дюк.

Ублие́т, ублие́тка (фр. oubliette, от фр. oublier — забывать) — подземная тюрьма в средневековых замках, в виде колодца с дверью наверху; «каменный мешок». В неё сбрасывали осуждённых на голодную смерть или пожизненное заключение (отсюда название). На Руси аналогом ублиета служил по́руб — яма с бревенчатым срубом, куда опускали заключённого, а в странах Востока — зиндан.

## Устройство для казни с таким же названием
Ублиетом также называлась замаскированная яма, ловушка, с копьями внизу, направленными остриями вверх, или ножами на колесе. Применялась в средние века в замках для «непрошеных гостей» и в тюрьмах для казни, в частности, в Бастилии. Ничего не подозревающего заключённого приводили в яркую комнату, наполненную приятным ароматом цветов, усаживали на стул, беседовали, давая надежду на освобождение, но вдруг по знаку коменданта пол опускали, узник падал на острия, рычаг приводил колесо в движение, и заключённого разрывало. Подобное устройство было обнаружено, к примеру, рядом с Кровавой часовней замка Лип в Ирландии. Часы, найденные на одном из трупов, датируются 1840 годом, что говорит о использовании ублиета до середины XIX века.